# Plaxopsis schroederi
Plaxopsis schroederi är en stekelart som beskrevs av Szepligeti 1914. Plaxopsis schroederi ingår i släktet Plaxopsis och familjen bracksteklar. Inga underarter finns listade i Catalogue of Life.